# Eugenia pseudopsidium
Eugenia pseudopsidium là một loài thực vật có hoa trong Họ Đào kim nương. Loài này được Jacq. mô tả khoa học đầu tiên năm 1760.